# Mucur
Mucur az azonos nevű körzet központja, mely Kırşehir tartományban, Törökországban található. A 2000-es népszámláláskor a körzet lakossága 24 945 fő volt, ebből 14 676 élt a településen. 2008-ban a körzetben 19 474 fő élt, a városban pedig 12 197 fő.

## Külső hivatkozások
- A körzet és székhelyének hivatalos weboldala